# Đảng Dân chủ Kosovo
Đảng Dân chủ Kosovo (tiếng Albania: Partia Demokratike e Kosovës, viết tắt PDK; tiếng Serbia: Демократска Странка Косова, Demokratska Stranka Kosova) là chính đảng lớn nhất tại Kosovo, một tỉnh của Serbia đang thuộc quản lý của Liên Hợp Quốc kể từ cuộc Chiến tranh Kosovo năm 1999.

## Lịch sử
Trong cuộc bầu cử năm 2004, Đảng Dân chủ Kosovo giành được 28,9% phiếu bầu và giành được 30 trên 120 ghế tại Nghị viện Kosovo.
Đảng này do Hashim Thaçi lãnh đạo, ông là một lãnh đạo chính trị của Quân giải phóng Kosovo trước đây. Thủ tướng Kosovo thời hậu chiến đầu tiên, Bajram Rexhepi, thuộc về Đảng Dân chủ Kosovo. Lập trường của đảng này là một Kosovo độc lập, tự do, dân chủ và giống như các đảng phái chính trị Albania khác không tham gia vào các cuộc tổng tuyển cử ở Serbia hay các cuộc bầu cử hoặc trưng cầu dân ý được Quốc hội Serbia tổ chức.

### Bầu cử năm 2007
Các cuộc bầu cử nghị viện đã được tổ chức vào ngày 17 tháng 11 năm 2007. Sau kết quả ban đầu, Hashim Thaçi đã giành được 35% phiếu bầu, đã tuyên bố chiến thắng cho Đảng Dân chủ Kosovo, và tuyên bố rằng ông có ý định tuyên bố độc lập cho Kosovo. Thaçi dường như sẽ thành lập một liên hiệp với đương kim Tổng thống Fatmir Sejdiu thuộc Liên đoàn Dân chủ, đảng về thứ hai với 22% phiếu bầu. Kết quả của cuộc bầu cử đặc biệt thấp vì phần lớn người Serbia từ chối bỏ phiếu.